# کشتار حلفایا
کشتار حلفایا (عربی: مجزرة حلفايا) در ۲۳ دسامبر ۲۰۱۲ در شهر کوچک حلفایا واقع در استان حماه سوریه رخ داد که در اثر آن 23 الی 300 نفر در پی بمباران هواپیماهای نیروی هوایی سوریه کشته شدند. طبق گزارش‌ها این غیرنظامیان هنگامی که در صف نانوایی ایستاده بودند به قتل رسیدند. حلفایا چند هفته قبل از این کشتار طی نبرد اول حمات به تصرف معارضان سوری درآمده بود. دولت سوریه کشته شدن شمار زیادی از غیرنظامیان را تأیید کرد اما معارضان را مسئول کشتار آنان خواند.